# Pentila rotha
Pentila rotha is een vlinder uit de familie van de Lycaenidae. De wetenschappelijke naam van de soort is voor het eerst geldig gepubliceerd in 1873 door Hewitson.